# Leimuiderbrug
Leimuiderbrug est une petite localité située dans la commune néerlandaise de Haarlemmermeer dans la province de la Hollande-Septentrionale.
Le village se trouve dans le sud-est de la commune, le long du Ringvaart, en face de Leimuiden. Ainsi s'explique le nom du village : Pont-de-Leimuiden.
En 2004, Leimuiden avait 40 habitants.